# Coy
Coy – miasto w Stanach Zjednoczonych, w stanie Arkansas, w hrabstwie Lonoke.